# Cameron, Louisiana
Cameron är administrativ huvudort i Cameron Parish i Louisiana. Orten har ofta drabbats av orkaner, bland andra av orkanen Rita och orkanen Ike.